# ريتشارد لونغ (مقدم تلفزيوني)
ريتشارد لونغ (بالإنجليزية: Richard Long)‏ هو مقدم تلفزيوني نيوزيلندي، ولد في 1955.